# Sent Jòrge de la Poja
Sent Jòrgi la Poja (en francès Saint-Georges-la-Pouge) és una localitat i comuna de França, a la regió de la Nova Aquitània, departament de la Cruesa. La seva població al cens de 1999 era de 311 habitants. Està integrada a la Communauté de communes du Pays Cruesa Thaurion Gartempe.

## Demografia
| 1968 | 1975 | 1982 | 1990 | 1999 |
| ---- | ---- | ---- | ---- | ---- |
| 495  | 427  | 418  | 328  | 311  |

## Administració
| Període | Identitat    | Partit |
| ------- | ------------ | ------ |
| 2001-   | Patrick Aïta |        |